# Saint-Simon (Charente)
Saint-Simon ist eine westfranzösische Gemeinde mit 229 Einwohnern (Stand: 1. Januar 2022) im Département Charente in der Region Nouvelle-Aquitaine (vor 2016 Poitou-Charentes). Die Gemeinde gehört zum Arrondissement Cognac und zum Kanton Charente-Champagne. Die Einwohner werden Saint-Simoniens genannt.

## Lage
Saint-Simon liegt etwa 16 Kilometer westlich von Angoulême an der Charente. Umgeben wird Saint-Simon von den Nachbargemeinden Moulidars im Norden und Osten, Vibrac im Südosten, Angeac-Charente im Süden, Graves-Saint-Amant im Süden und Südwesten sowie Bassac im Westen und Nordwesten.

## Bevölkerungsentwicklung
| Jahr                       | 1962 | 1968 | 1975 | 1982 | 1990 | 1999 | 2006 | 2018 |
| Einwohner                  | 252  | 247  | 272  | 266  | 222  | 239  | 211  | 209  |
| Quellen: Cassini und INSEE |      |      |      |      |      |      |      |      |

## Sehenswürdigkeiten
- Kirche Saint-Sigismon aus dem 12./13. Jahrhundert, Monument historique seit 1974

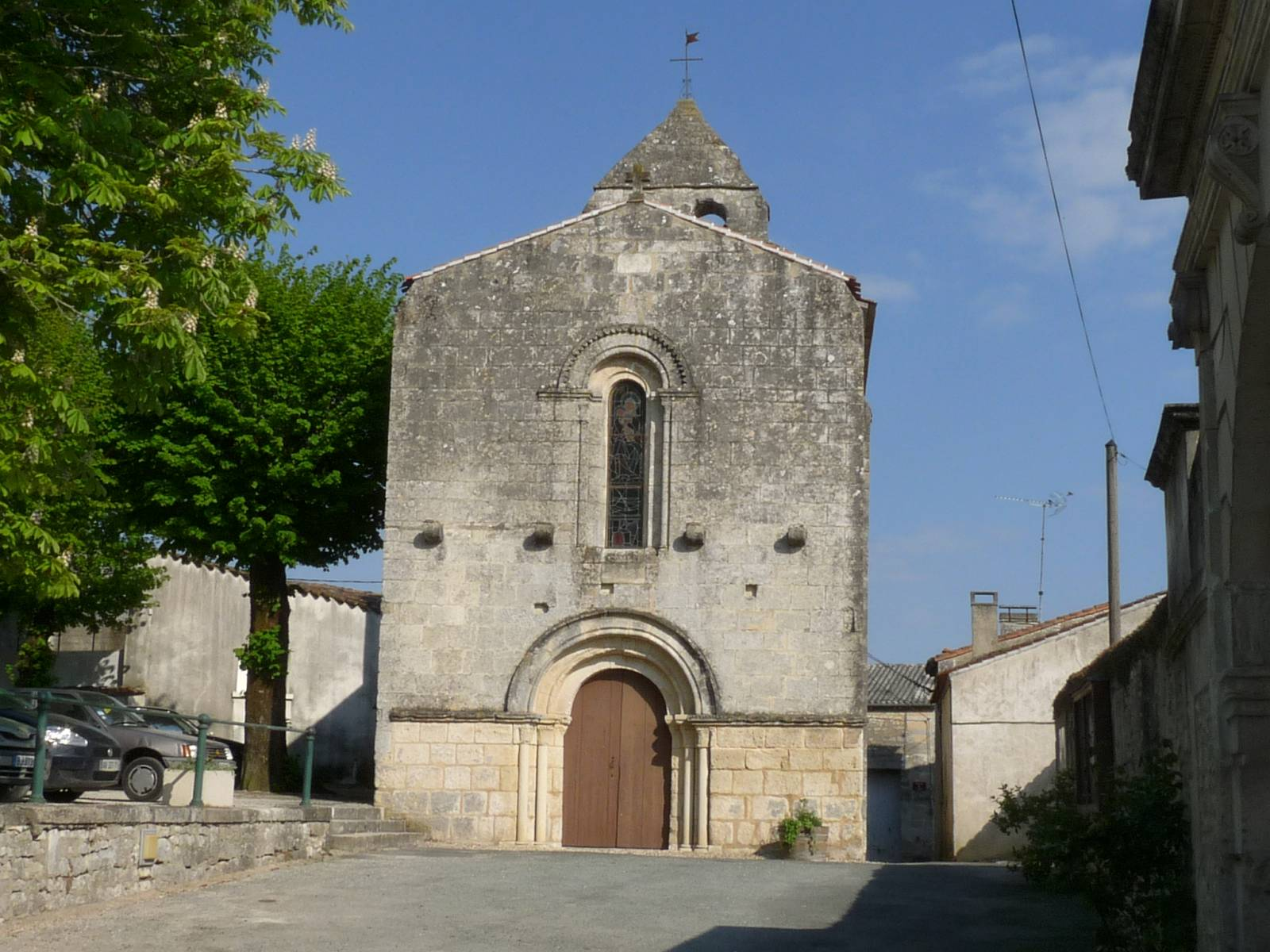
Kirche Saint-Sigismon

- Gabarre-Museum